# Apanteles hilaris
Apanteles hilaris är en stekelart som först beskrevs av Alexander Henry Haliday 1834.  Apanteles hilaris ingår i släktet Apanteles och familjen bracksteklar. Inga underarter finns listade i Catalogue of Life.